# Roland

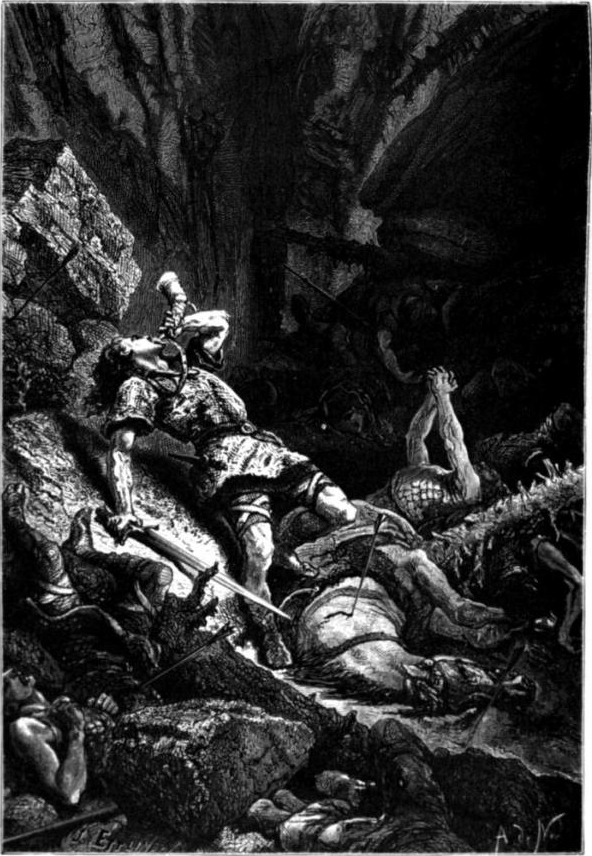
Legendarul Roland sunând din cornul său, Oliphaunt, pentru a-l chema pe împărat în ajutor

Roland (în francă⁠(d) Hruodland; d. 15 august 778), denumit și Contele Roland, a fost un lider militar franc din timpul lui Carol cel Mare devenit una din principalele figuri ale ciclului literar denumit Matière de France. Roland a fost guvernator militar al mărcii Bretone, responsabil de apărarea frontierei Regatului Franc împotriva bretonilor. Singura atestare istorică despre el provine din Vita Karoli Magni de Eginhard, în care este denumit Hruodlandus Brittannici limitis praefectus („Roland, prefect al hotarelor Bretaniei”) și în care se narează moartea sa în bătălia de la Roncesvalles, când ariergarda condusă de el împreună cu convoiul de provizii al unei armate france a fost atacat de basci rebeli.
Povestea morții lui Roland în timpul retragerii dintr-o campanie din Spania a fost transformată ulterior de literatura medievală și renascentistă. El a devenit astfel paladin al împăratului Carol cel Mare și figură centrală în materialul legendar din jurul acestuia, denumit Matière de France (Ciclul carolingian). Prima și cea mai celebră din aceste opere epice a fost Chanson de Roland, scris în secolul al XI-lea în franceza veche. Două capodopere ale poeziei renascentiste italiene, Orlando innamorato și Orlando furioso, sunt și mai departe de istoria reală decât mai vechile Chansons. Roland apare asociat poetic cu sabia sa, denumită Durendal, cu calul său Veillantif, și cu cornul Oliphaunt.

## Istorie
Există o singură mențiune documentară a unui Roland francez, într-o secțiune din Vita Karoli Magni despre pasul Roncevaux, scrisă de biograful lui Carol cel Mare, pe nume Eginhard. Acest pasaj apare în capitolul 9:
| “ | În vreme ce el urmărea puternic războiul saxon, aproape fără încetare, și după ce și-a pus garnizoane în locuri alese pe hotare, [Carol] a intrat în Spania [în 778] cu o oaste cât a putut de mare. Oastea aceasta a trecut prin Pirinei și [Carol] a primit închinarea tuturor orașelor și cetăților pe care le-a găsit în drum. El se întorcea [în Francia] cu oastea nevătămată, dar sus în Pirinei pe calea de întoarcere s-a întâlnit cu bascii. Acel loc este acoperit cu codri deși și este loc de ambuscadă. Oastea [lui Carol] a fost obligată de drumul îngust să meargă în linie lungă și [acolo], sus pe munte, bascii au întins capcană. [...] Bascii aveau avantaj în luptă fiindcă aveau arme ușoare, pe când francii aveau arme grele. Eggihard, veghetorul mesei regelui, Anselm, contele palatului, și Roland, domnul Mărcii Bretone, împreună cu mulți alții au pierit. Dar această faptă n-a putut fi răzbunată atunci, fiindcă dușmanul s-a împrăștiat după atac și nu s-a mai găsit nici urmă de el. | ” |

Roland a fost evident primul oficial numit să conducă politicile france în zona Bretaniei, întrucât sub dinastia Merovingiană, francii nu s-au îngrijit de relațiile cu bretonii. Districtele lor de frontieră, cum ar fi Vitré, Ille-et-Vilaine la sud de Mont Saint-Michel sunt astăzi împărțite între Normandia și Bretania. Cultura distinctă a regiunii păstrează actuala limbă gallo și legende despre eroi locali cum a fost Roland. Succesorul lui Roland în Brittania Nova a fost Guy al Mărcii Bretone, care, ca și Roland, nu a reușit să promoveze expansiunea franceză în Bretania și doar a susținut o prezență bretonă în Imperiul Carolingian.
Conform legendei, Roland a fost înmormântat la Blaye, lângă Bordeaux.

## Legenda

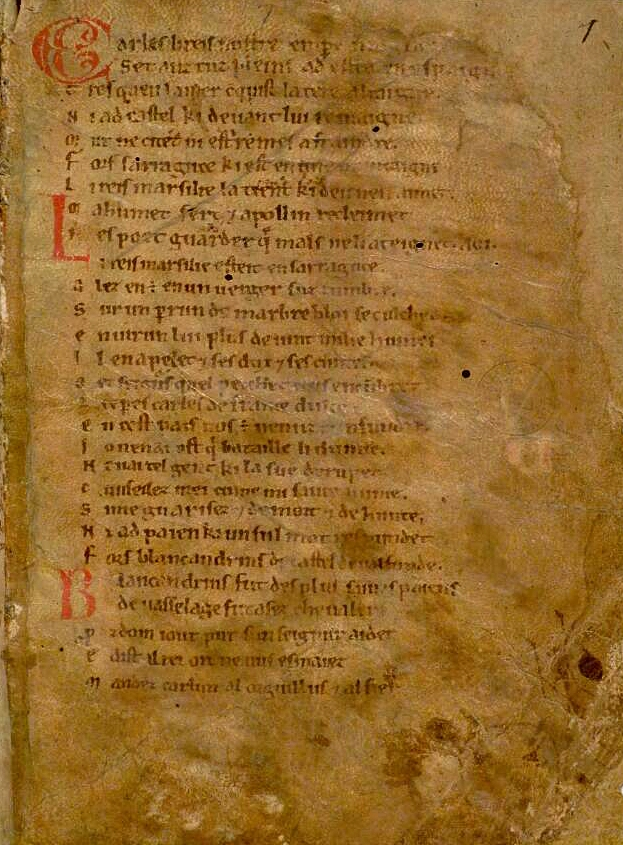
Prima pagină din Chanson de Roland în manuscrisul de la Oxford

Roland a fost o figură legendară foarte populară în Europa medievală. În următoarele secole, Roland a devenit o „vedetă” a culturii menestreilor medievali. Conform mai multor legende, el ar fi fost nepot al lui Carol cel Mare (nu se știe dacă așa a fost); viața sa a devenit o poveste a nobilului creștin ucis de forțe musulmane, poveste ce formează parte din Matière de France.
Povestea morții lui Roland este reluată în poemul Cântecul lui Roland din secolul al XI-lea, în care apare și Olifant (un corn de semnal) și o sabie ce nu se poate rupe, fermecată cu mai multe obiecte creștine și denumită Durendal. Cântecul lui Roland a fost adaptat și modificat de-a lungul Evului Mediu, inclusiv într-o versiune în proză în limba latină, Historia Caroli Magni, care relatează și ea lupta lui Roland cu un uriaș sarazin pe nume Ferracutus care este vulnerabil doar la buric (povestea a fost mai apoi adaptată în poemul anonim franco-venețian L'Entrée d'Espagne — c.1320) și în poemul italian epic din secolul al XIV-lea La Spagna (atribuit florentinului Sostegno di Zanobi și probabil compus în 1350–1360).
Prietenia lui Roland cu Olivier și logodna cu sora lui Olivier, Aude, sunt relatate în Girart de Vienne de Bertrand de Bar-sur-Aube. Tinerețea lui Roland și dobândirea calului său Veillantif și a săbiei sunt descrise în Aspremont. Roland apare și în Quatre Fils Aymon unde e pus în antiteză cu Renaud de Montauban împotriva căruia se luptă.

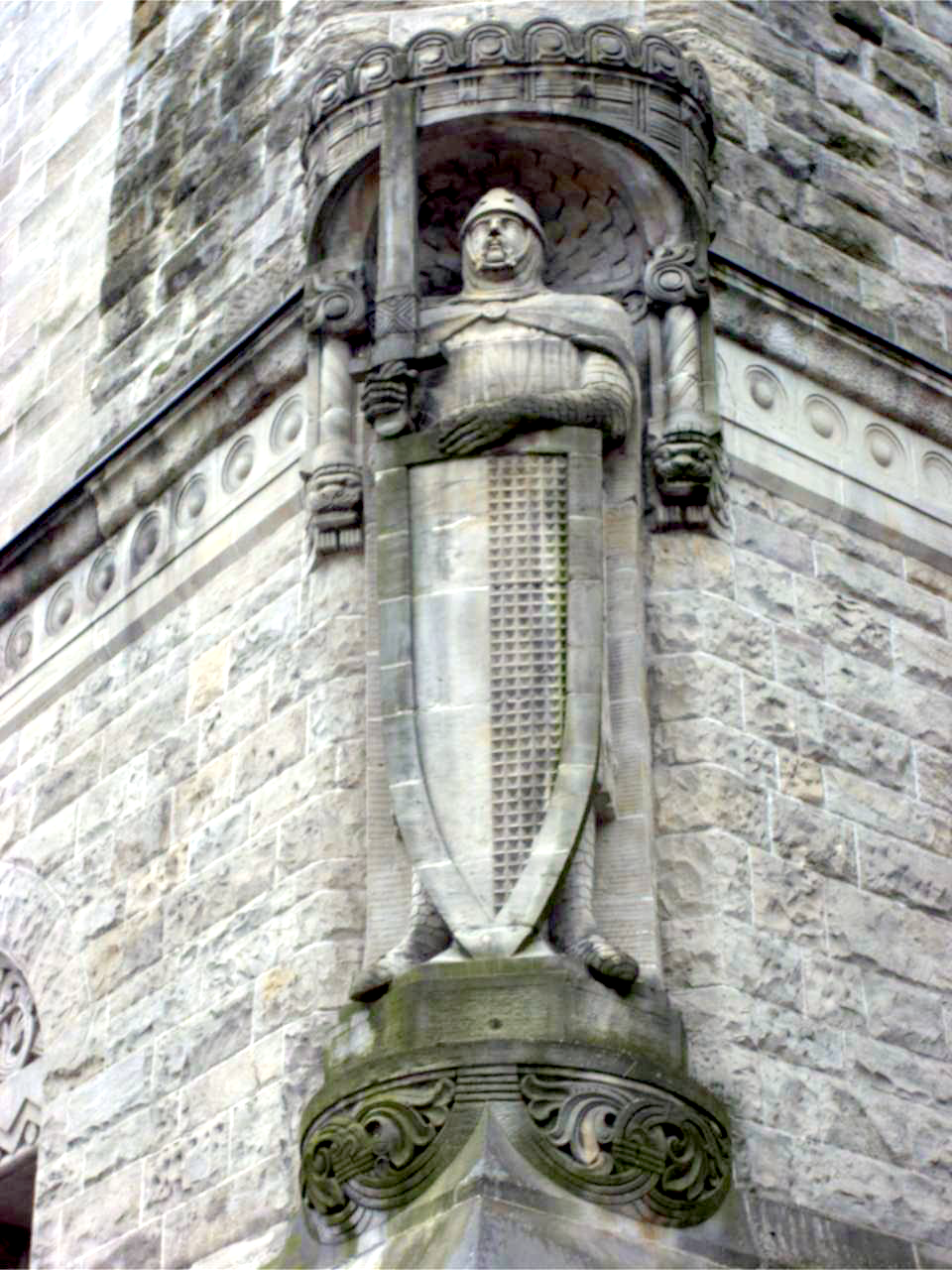
Statuia lui Roland, detaliu al faţadei gării din Metz, Franța

În Norvegia, poveștile lui Roland au fost incluse în secolul al XIII-lea în saga Karlamagnús.
În Italia, Roland, sub numele de Orlando, este eroul din Orlando Innamorato de Matteo Maria Boiardo. După moartea lui Boiardo, poemul a fost continuat cu Orlando furioso de Ludovico Ariosto. În Divina Comedie, Dante vede sufletul lui Roland în raiul lui Marte împreună cu alți luptători pentru credință.
În Germania, Roland a devenit treptat un simbol al independenței orașelor față de nobilimea locală. În Evul Mediu târziu, multe orașe au etalat în piața principală câte o statuie a lui Roland. Roland din Wedel a fost ridicat în 1450 ca simbol al dreptății târgului, iar statuia lui Roland din fața primăriei orașului Bremen (1404) este inclusă, împreună cu primăria în patrimoniul mondial UNESCO din 2004.
În Aragón există mai multe locuri legate de Roldán (Rolando): la Breca de Roldán (în spaniolă la Brecha de Roldán, franceză La Brèche de Roland) și Salto d´o Roldán (în spaniolă El Salto de Roldán).
În Catalonia, Roland (sau Rotllà) a devenit un uriaș legendar. Mai multe locuri din Catalonia (de nord și de sud) au nume legate de Rotllà. În zona Pirineilor, bascul Errolan apare în multe legende și toponime legate de un uriaș puternic, de regulă păgân, care putea să arunce cu pietre mari.
În Insulele Feroe Roland apare în balada "Runtsivalstríðið" (bătălia de la Roncevaux)]
Mai recent, povestea lui Roland a fost exploatată de istoricii care studiază oglindirea culturii islamice în creștinismul modern timpuriu. În 1972 P. M. Holt se folosea de cuvintele lui Roland pentru a începe un eseu despre Henry Stubbe: "Paien ont tort e crestiien ont dreit" — „Păgânii greșesc, iar creștinii au dreptate”.
Narațiunea despre Orlando a inspirat mai mulți compozitori, printre care și Claudio Monteverdi, Jean-Baptiste Lully, Antonio Vivaldi și George Frideric Handel, care au compus o operă în limba italiană, intitulată Orlando.
Expresia engleză „to give a Roland for an Oliver”, („a da un Roland pe un Oliver”), are sensul de „a face un schimb echitabil” și amintește de Chanson de Roland, și de tovarășul lui Roland, Olivier.